# Акбулак (Аягозький район)
Акбула́к (каз. Ақбұлақ) — станційне селище у складі Аягозького району Абайської області Казахстану. Входить до складу Тарлаулинського сільського округу.
Населення — 10 осіб (2021; 48 у 2009, 125 у 1999, 66 у 1989).
Національний склад станом на 1989 рік:
- казахи — 100 %

Станом на 1989 рік селище називалось Акболат, у радянські часи мало також назву Ак-Булат.